# Promops nasutus
Promops nasutus é uma espécie de morcego da família Molossidae. Pode ser encontrada na Argentina, Bolívia, Paraguai, Brasil, Equador, Venezuela, Guiana, Suriname e Trinidad e Tobago.